# جوناس هنوی

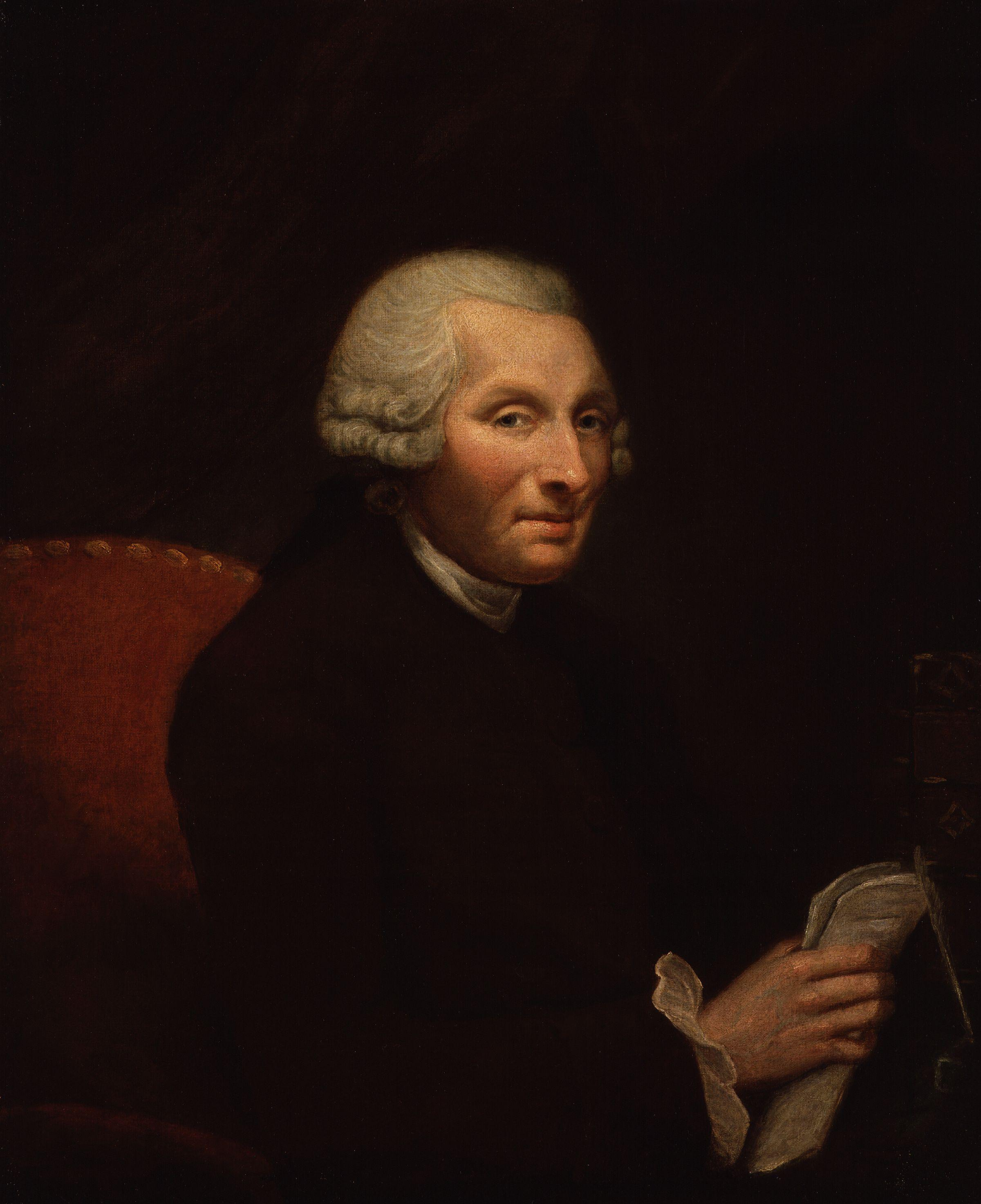

جوناس هنوی (به انگلیسی: Jonas Hanway) ‏(۱۲ اوت ۱۷۱۲ در پورتسموث - ۵ سپتامبر ۱۷۸۶) جهانگرد و نیکوکار انگلیسی و از کارگزاران انگلیسی شرکت مسکووی در ایران، که در دوره نادرشاه در ایران حضور یافت و در تجهیز نیروی دریایی وقت ایران نقش مؤثری ایفا کرد. وی در کتاب زندگی نادرشاه به تفصیل راجع به رویدادهای آن دوره و رقابت بین ایران و روسیه و بریتانیا سخن می‌گوید.

## زندگی
او در ۱۲ اوت ۱۷۱۲ در پورتسموث در جنوب انگلستان زاده شد. در کودکی پدرش را که مسافرخانه‌چی بود از دست داد و پس از آن خانواده راهی لندن شدند. در ۱۷۲۹ به‌عنوان شاگرد نزد یک بازرگان در لیسبون مشغول به‌کار شد و در ۱۷۴۳ کسب‌وکاری برای خود در لندن راه‌اندازی کرد. او شریک فردی به‌نام دینگلی در سن‌پترزبورگ شد و همین امر سبب‌ساز سفر او به‌سمت روسیه و ایران گشت. پس از ترک سن‌پترزبورگ از مسکو، تزاریتسین (ولگوگراد) و آستراخان از طریق دریای خزر به‌استرآباد رسید. در این بندر مال‌التجاره وی از سوی فردی به‌نام محمدحسن بیگ مصادره شد و پس از تحمل سختی‌های فراوان توانست خود را به اردوی نادرشاه افشار برساند. او تحت‌محافظت این پادشاه قرار گرفت و توانست ۸۵ درصد از اموال خود را بازپس گیرد.
هنوی به عنوان سفیر در ایران و روسیه مشغول خدمت شد و توانست مشکل ترانزیت کالاهای بریتانیایی به ایران را از طریق روسیه حل کند؛ در نهایت در سال ۱۷۳۹م. به خدمت نادر شاه درآمد و شروع به ساخت کشتی برای نادرشاه کرد که این برای روسیه نمی‌توانست خوشایند باشد؛ بنابراین در قرن ۱۸م. به‌طور خارق‌العاده ای نقشه دریای خزر را ترسیم کرد، اما این نقشه دقت لازم برای تعیین مسیر را نداشت. در روسیه هنوی به عنوان یک فرد انگلیسی سرشناس و در دیگر کشورها او بیشتر به عنوان اولین انگلیسی که از چتر استفاده کرده شناخته شده‌است.
در سفر بازگشت در رشت بیمار شد، دزدان دریایی به کشتی‌اش حمله کردند و او ۶هفته در کشتی قرنطینه شد اما در نهایت توانست در اول ژانویه ۱۷۴۵ به سن‌پترزبورگ برسد. در ژوئیه ۱۷۵۰ پایتخت روسیه را ترک کرد و در آلمان و هلند به‌سفر پرداخت تا در نهایت به‌انگلستان رسید. او بقیه عمر خود را در لندن گذراند؛ جایی‌که شرح سفرهای خود را در ۱۷۵۳ منتشر کرد و خود را وقف امور خیریه کرد.
هنوی در ۱۷۵۶ «انجمن دریانوردی» را در راستای حمایت از دریانوردان انگلیسی تأسیس کرد و در ۱۷۵۸ از مدیران بیمارستان فاندلینگ شد تا اینکه در ۱۷۷۲ معاون این نهاد شد. در تأسیس بیمارستان ماگدالن نقشی کلیدی ایفا کرد و در ۱۷۶۱ توانست سیستمی بهتر برای ثبت تولدها در شهر لندن راه‌اندازی کند.
او هرگز ازدواج نکرد و در ۵ سپتامبر ۱۷۸۶ در لندن درگذشت. گفته می‌شود وی نخستین مرد از اهالی لندن بود که از چتر استفاده کرد (پیش از وی یک زن در ۱۷۰۵ از چتر استفاده کرده بود) هنوی از مخالفان سرسخت این نوشیدنی بود و در ۱۷۵۶ در یک مقاله از مضرات چای برای سلامتی سخن گفت. وی می‌گفت که چای به‌سیستم تنفسی آسیب می‌زند و سبب ضعف اعصاب می‌شود. او همچنین دغدغه تجارت چای با چین را در نظر داشت و معتقد بود که چنین داد و ستدی به‌اقتصاد بریتانیا ضربه می‌زند. از دیدگاه وی ثروت مردم بریتانیا به‌جای صرف امور دفاعی کشور راهی کشورهای دیگر می‌شد و از نظر وی نوشیدن چای به‌ضعف اقتصادی و فکری اهالی بریتانیا می‌انجامید.

## آثار
هنوی ۷۴ اثر چاپ شده داشت که بیشتر آنها به‌شکل جزوه بود. از آن میان باید به نمونه‌های ذیل اشاره کرد:
- جزوه‌های سفر
- انقلابات ایران در مورد شاه سلطان حسین و حمله افغان[۴]
- زندگی نادرشاه
- گزارش تاریخی تجارت بریتانیا در دریای خزر (۱۷۵۳).[۵]